# Носимый компьютер
Носимый компьютер (англ. wearable computer), также нательный компьютер (body-borne computers) — компьютер для ношения на теле, например, на запястье руки (так называемые «умные часы» — нечто среднее между наручными часами и смартфоном). Чёткой спецификации и стандартов данных устройств пока нет.

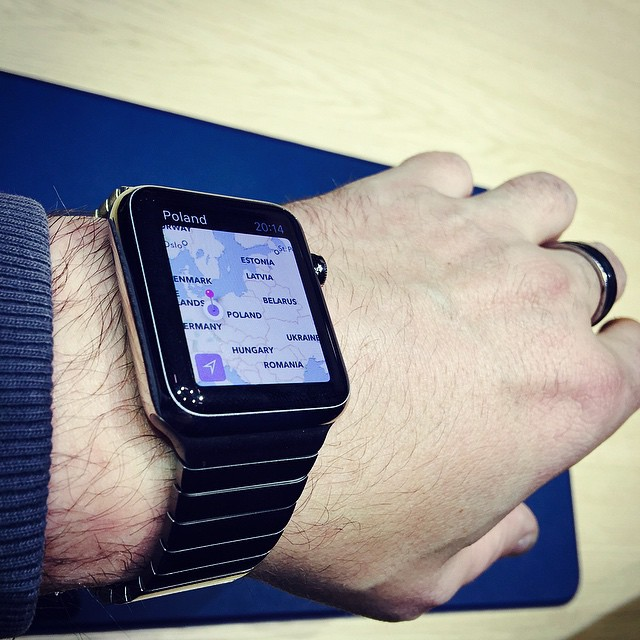
умные часы

Носимый компьютер позволяет работать, общаться, развлекаться непрерывно, в том числе, на ходу. Перспективные сферы применения — медицинская, инженерная (интерактивные справочники, 3D-атласы ремонтируемых устройств) и военная (пример — тестируемый армией США Land Warrior).

## Разновидности

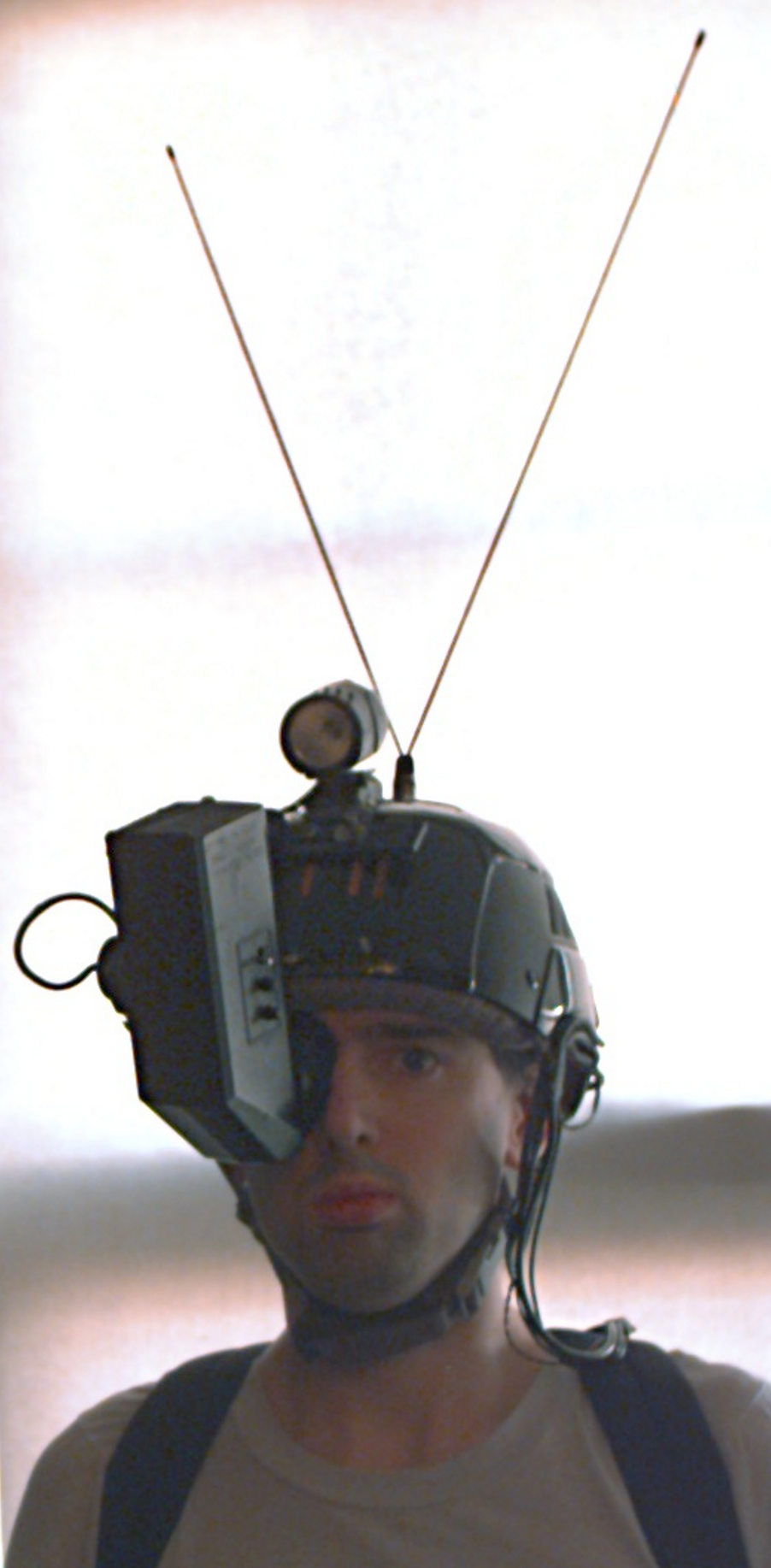
Стив Мэнн в 1981 году

Один из вариантов носимого компьютера — т. н. «интерактивные очки», действующий образец которых впервые создал американский изобретатель Стив Мэнн. Изображение при этом обычно проецируется на внутреннюю часть очков, заменяя или дополняя визуальную картину внешнего мира.
Современные интерактивные очки производятся рядом компаний (Google, Epson, Vuzix и др.). Типичное устройство представляет собой носимый на манер очков стерео или моноэкранный мини-компьютер с веб-камерой, различными датчиками, беспроводным интернет-доступом, функциями IP-(видео)телефонии и другими возможностями.
Одно из самых известных и многофункциональных устройств — очки Google Glass (часть функций в них реализуются посредством подключаемого по Wi-Fi смартфона).
Развлекательные возможности дополненной реальности такого устройства достаточно широки: опознавания лиц окружающих людей и сравнение их с фотографиями друзей аккаунта в социальной сети; отображение кратчайшего пути для автомобилистов и т. д.

## История
Первый надеваемый компьютер был сконструирован в 1961 году математиком Эдвардом О. Торпом, более известным как изобретатель теории подсчёта карт в блек-джеке, и Клодом Шенноном, более известным как «отец теории информации».
В 1981 году Стив Мэнн разработал и собрал устройство контроля вспышек камер и других фотоустройств, постепенно эволюционировавшее в полноценный носимый компьютер.
В 2012 году компания Google анонсировала на конференции Google I/O выпуск носимого компьютера Project Glass в виде очков дополненной реальности. Они вышли в 2013 году под называнием Google Glass Explorer Edition.
Согласно отчету De Research Group (дочерний сайт debaisu.com), рынок носимых компьютеров вырос за 2012—2014 годы на 335 % и имеет возможность возрасти ещё на 13 500 % (то есть в 135 раз).